# Kindelbrück
Kindelbrück là một town huyện Sömmerda, trong Thüringen, nước Đức. Đô thị này có diện tích 13,29 km², dân số thời điểm 31 tháng 12 năm 2006 là 1877 người. Đô thị này toạ lạc bên sông Wipper, 12 km về phía bắc Sömmerda.